# Lolif
Lolif település Franciaországban, Manche megyében. Lakosainak száma 608 fő (2022. január 1.). Lolif Bacilly, Marcey-les-Grèves, Saint-Jean-de-la-Haize, Subligny, Le Grippon és Sartilly-Baie-Bocage községekkel határos.

## Népesség
A település népességének változása:
| Lakosok száma | 546  | 523  | 527  | 565  | 552  | 559  | 566  | 583  | 593  | 608  |
|               | 1968 | 1982 | 1990 | 2006 | 2013 | 2015 | 2017 | 2019 | 2020 | 2022 |